# اسکات ئی پارازینسکی
اسکات ادوارد پارازینسکی (به انگلیسی: Scott Edward Parazynski, MD) فضانورد اهل کشور ایالات متحده آمریکا است که در ۲۸ ژوئیهٔ ۱۹۶۱ میلادی در لیتل راک، آرکانزاس زاده شد. وی در مأموریت اس‌تی‌اس-۶۶، اس‌تی‌اس-۸۶، اس‌تی‌اس-۹۵، اس‌تی‌اس-۱۰۰، اس‌تی‌اس-۱۲۰ حضور داشته است.
وی دوره ای از تحصیلات دبیرستان را در ایران در مدرسه مشترک ایران و آمریکا گذراند. منبع سایت ناسا و ویکی‌پدیا انگلیسی